# Charles MacDonald

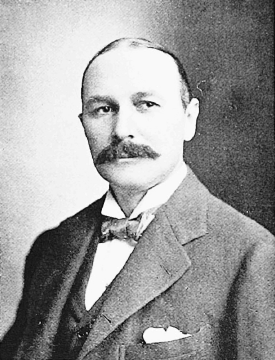
Charles MacDonald in 1895

Charles Blair MacDonald (Niagara Falls, Ontario, 14 november 1855) was een Amerikaans golfer.
MacDonald is een zeer invloedrijk man geweest in de Amerikaanse golfgeschiedenis. Hij won het eerste US amateurkampioenschap op de Newport Country Club, en hij liet de eerste 18-holes golfbaan aanleggen en hij was betrokken bij de oprichting van de United States Golf Association. Hij wordt wel de 'vader van de Amerikaanse golfarchitecten' genoemd.
Hij is opgenomen in de World Golf Hall of Fame.
Zijn jeugd brengt MacDonald door in Chicago, met een Schotse vader en een Canadese moeder die beiden tot Amerikaan genaturaliseerd zijn. Hij gaat in Schotland studeren aan de St Andrews Universiteit, de oudste universiteit van Schotland, en begint met golf. Hij krijgt les van Old Tom Morris. Als hij in 1874 in Chicago terugkomt, wordt hij effectenmakelaar. In 1900 verhuist hij naar New York en wordt partner bij C.D. Barney.

## Chicago GC
Omdat MacDonald een aantal jaren in Schotland heeft gewoond, en daar regelmatig op St Andrews Links speelde, wil hij zijn kennis gebruiken om golfbanen aan te leggen.
In 1892 richt hij de Chicago Golf Club op. Hij begint met een 9 holesbaan, want het is de eerste golfclub buiten de Oostkust van de Verenigde Staten, en nog niet veel mensen kennen de sport. Het wordt een succes, en in 1893 wordt de baan al uitgebreid tot een volwaardige 18 holesbaan. Hier ligt nu de Downers Grove Golf Course, want de Chicago Club verhuist al spoedig naar Wheaton, waar de club nog steeds is.

## USGA
De sport breidt zich snel uit, er komen nationale kampioenschappen, en die moeten goed worden georganiseerd. In 1894 blijkt de organisatie gebrekkig. Later dat jaar komen verschillende partijen in New York bij elkaar, en wordt de United States Golf Association opgericht. MacDonals wordt vicepresident. Voorlopig organiseert de USGA alleen het nationaal amateurskampioenschap, dat in 1895 door MacDonald gewonnen wordt.

## Golfbaanarchitect
Zodra MacDonald in New York woont, gaat hij op zoek naar land waar hij een mooie links-baan kan aanleggen, zoals hij in Schotland heeft gezien. Hij vindt financiers, hij gaat samenwerken met Seth Raymor, en in 1909 wordt de National Golf Links of America geopend. In 1992 wordt hier de eerste Walker Cup gespeeld. Verder hebben zij onder andere ontworpen:
- Piping Rock Club in Matinecock, New York
- Yale University golf course
- Old White Course at The Greenbrier
- Mid Ocean Club in Bermuda
- Lido Golf Club
- National Golf Links of America, 1908

## Boek
In 1928 geeft hij een boek uit: Scotland's Gift: Golf, How America Discovered Golf (Tetra Press, ISBN 9780966184761). Hij beschrijft de ontwikkeling van golfbanen in de Verenigde Staten en vergeet niet te vermelden wat zijn bijdrage daarin is geweest. Enkele hoofdstukken beschrijven zijn filosofie en golfbanen.